# 贵州毛蕨
贵州毛蕨（学名：Cyclosorus kweichowensis），为金星蕨科毛蕨属下的一个植物种。其种加词“kweichowensis”意为“贵州的”。
现接受名为密毛小毛蕨（Christella parasitica (L.) Lév., 2019）。